# شهرداری کراتوو
شهرداری کراتوو (به لاتین: Kratovo Municipality) یک منطقهٔ مسکونی در مقدونیه شمالی است که در مقدونیه شمالی واقع شده‌است. شهرداری کراتوو ۳۷۵٫۴۴ کیلومتر مربع مساحت و ۱۰٬۴۴۱ نفر جمعیت دارد.